# Svartkronad finklärka

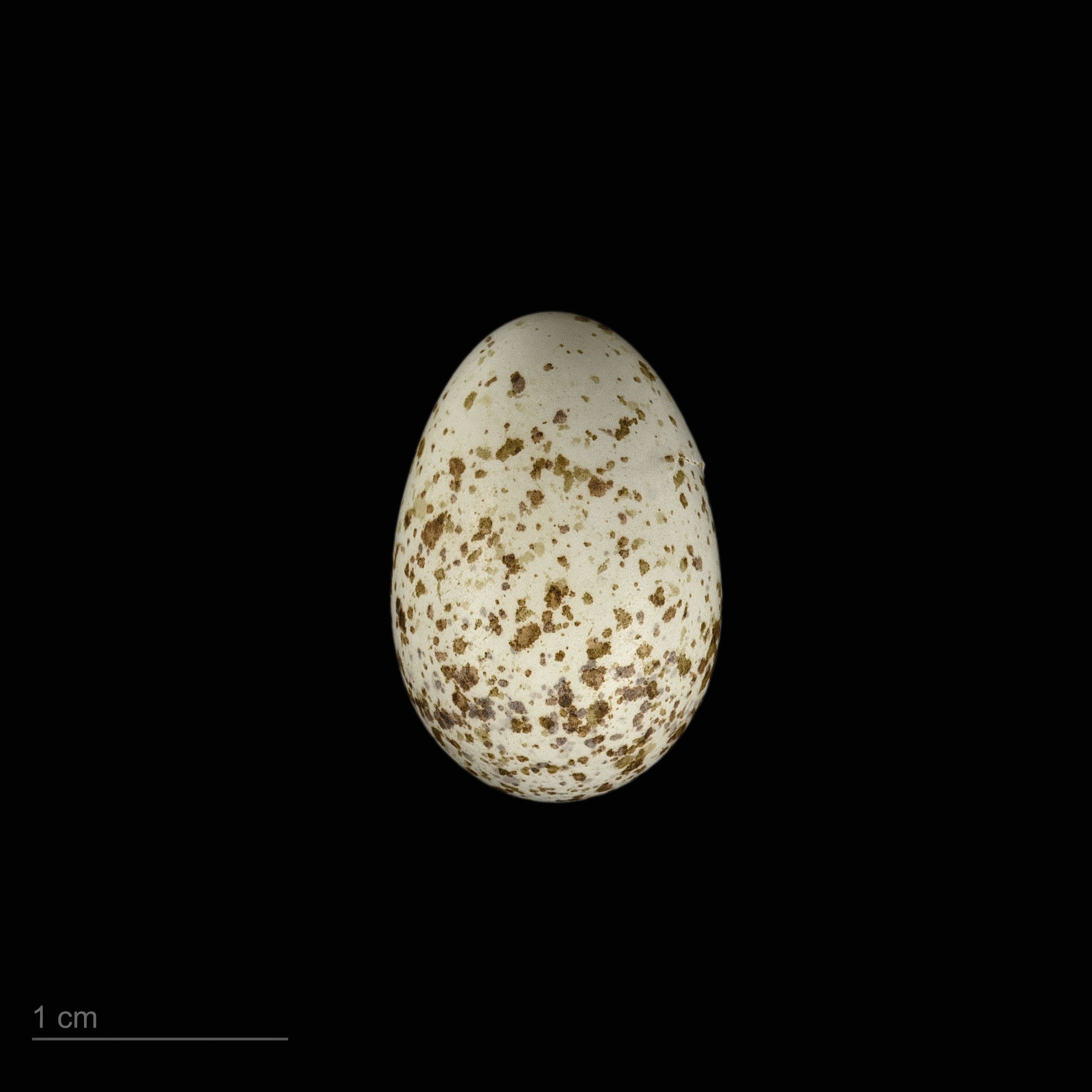
Eremopterix nigriceps nigriceps

Svartkronad finklärka (Eremopterix nigriceps) är en fågel i familjen lärkor inom ordningen tättingar.

## Kännetecken

### Utseende
Svartkronad finklärka är en mycket liten lärka med en kroppslängd på endast 11,5-12,5 centimeter. Den har proportionellt stort huvud och en finkliknande konisk näbb. Vingundersidan är mörk och de yttre stjärtpennorna svartaktiga.
Könen skiljer sig kraftigt åt. Hanen är svart undertill från hakan till stjärtens undersida, sandbrun ovan och huvudet tecknat i svart och vitt. Honan är rödbrun ovan med fin streckning på bröstets sidor, hjässa och skuldror, medan undersidan är beigevit och mörkare mellersta täckare bildar ett vingband.

### Läten
Fågeln sjunger i låg fladdrande sångflykt, mest i gryning och skymning. Sången är en upprepad serie med två till fyra melankoliska toner. Locklätet är ett sparvlikt tjipp.

## Utbredning och systematik
Svartkronad finklärka delas in i fyra underarter med följande utbredning:
- Eremopterix nigriceps nigriceps – förekommer på Kap Verde-öarna
- Eremopterix nigriceps albifrons – förekommer i södra Marocko till Mauretanien, Mali, Tchad och västra Sudan
- Eremopterix nigriceps melanauchen – förekommer i östra Sudan till Etiopien, Somalia, södra Irak, södra Iran, södra Pakistan och nordvästra Indien
- Eremopterix nigriceps affinis – förekommer i Indien och på Sri Lanka

Underarten affinis inkluderas ofta i melanauchen. I verket Handbook of Western Palearctic Birds (Shirihai & Svensson 2018) föreslås en annan underartsindelning, där albifrons inkluderas i nominatformen.Sedan 2022 följer svenska BirdLife Sverige dessa rekommendationer.
Arten har vid ett tillfälle påträffats i Europa när en individ fotograferades vid Batumi, Georgien i oktober 2015.

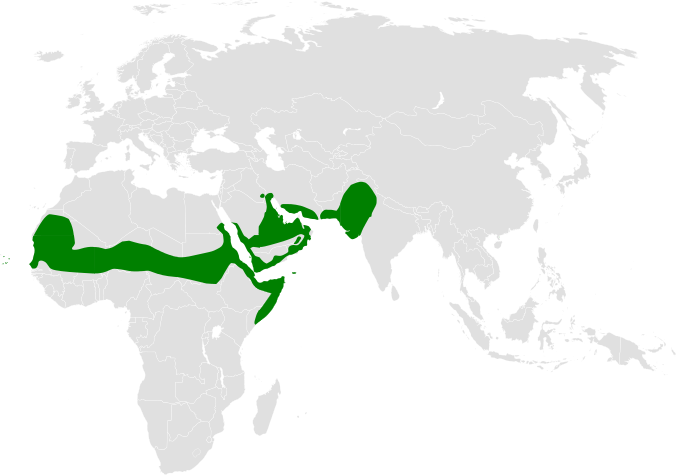
Utbredningsområdet för svartkronad finklärka.

## Levnadssätt
Svartkronad finklärka är en flocklevande fågel som trivs i platt halvöken och torra slätter med viss vegetation. Vid uppflog flyger den undan påfallande kort.
Den häckar normalt under sommarmånaderna, men kan i stort sett häcka när som helst i samband med regn. Boet är en grund fördjupning i marken som den fodrar med växtmaterial och omger med småsten eller små jordklumpar. Honan lägger två till tre ägg som båda könen ruvar i elva till tolv dagar. När ungarna lämnar boet delar föräldrarna upp ansvaret.
Fågeln är huvudsakligen en fröätare men kan också inta insekter och andra ryggradslösa djur, och det är också insekter som ungarna matas med. Den intar sin föda på marken men kan också ses fånga insekter i flykten.

## Status och hot
Arten har ett stort utbredningsområde och en stor population, och tros öka i antal. Utifrån dessa kriterier kategoriserar internationella naturvårdsunionen IUCN arten som livskraftig (LC).